# 天主教宫津教会

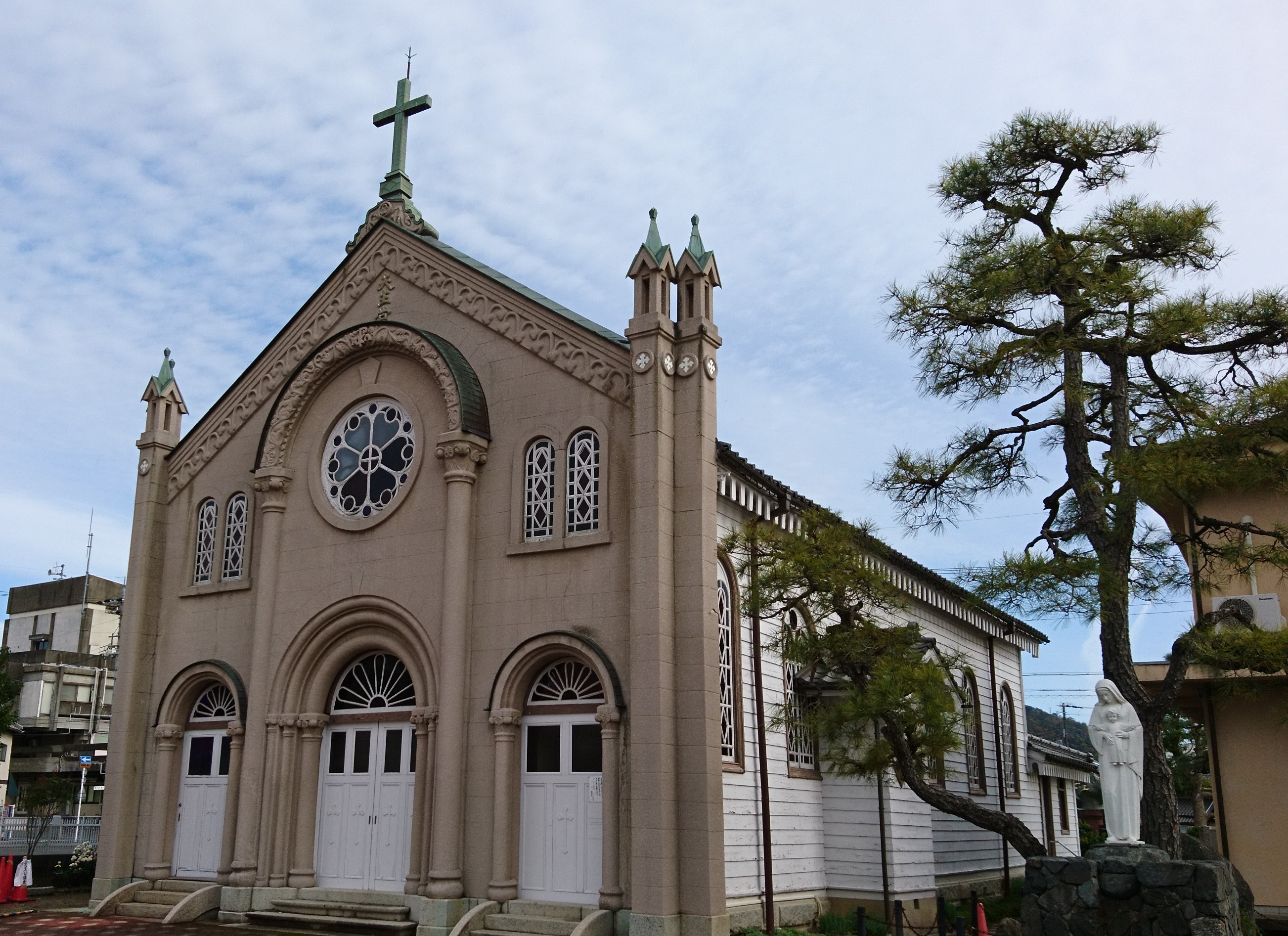

天主教宫津教会（日语：／）是一座天主教教堂，位于日本京都府宫津市。隶属于天主教京都教区。距离宫津站徒歩約5分钟。

## 沿革

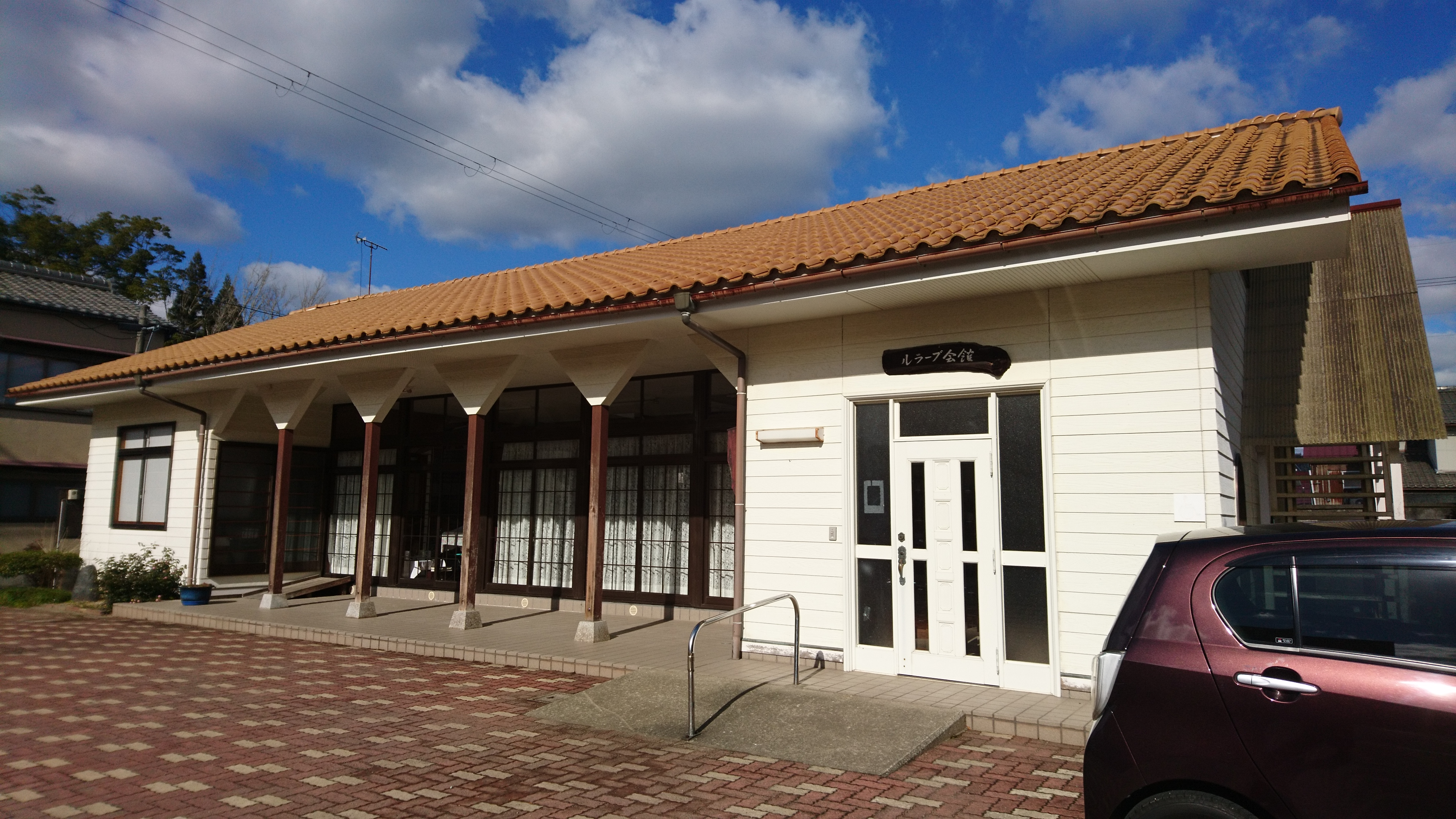

1885年（明治18年），法国巴黎外方传教会传教士 Jean Louis Relave神父来到日本，1888年（明治21年）在与謝郡宮津町开始传教。1895年（明治28年）获得田井五郎衛門赠送的土地，开始建造教堂。次年竣工，举行祝圣仪式。

## 建築

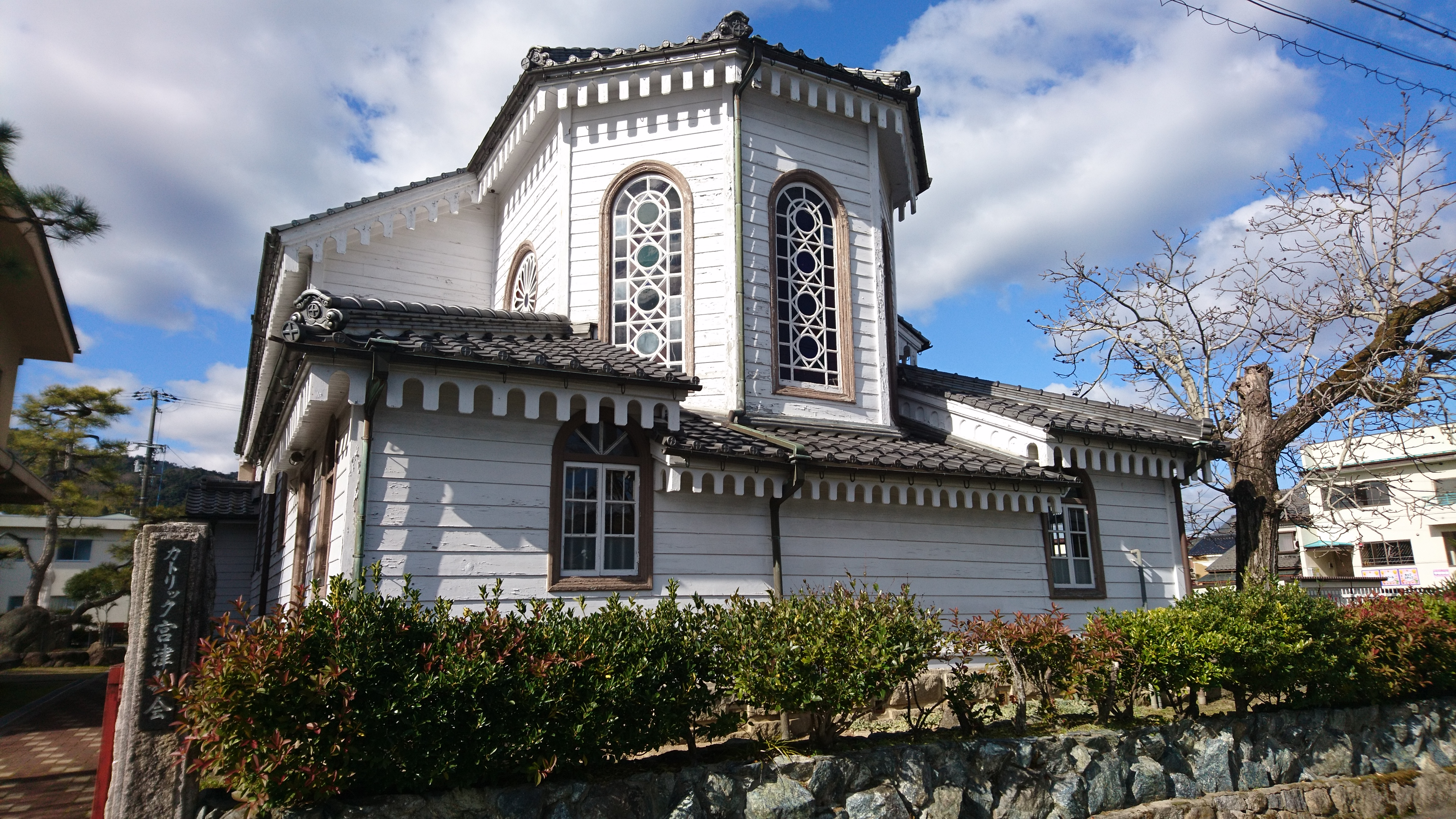
東面

该堂是一座木结构单层三廊式建筑。建築面積210平方米。設計者为神父本人，施工人太井正司。主体为罗马式的和洋折衷风格。

## 脚注
1. 1 2 3 4 5  『京都大事典 府域編』淡交社、1994年、pp.509-510
2. ↑  『郷土資料事典 26 京都府』人文社、1997年、p.295